# 尤金·古德索
尤金·古德索（英語：Eugene Godsoe；1988年1月20日—）是一位美國男子游泳運動員。他擅長蝶泳和仰泳。在2013年世界游泳錦標賽上，他獲得50米蝶泳的銀牌。他也參加了2014年世界短道游泳錦標賽，獲得2枚銀牌和1枚銅牌。